# Giovannello da Itala

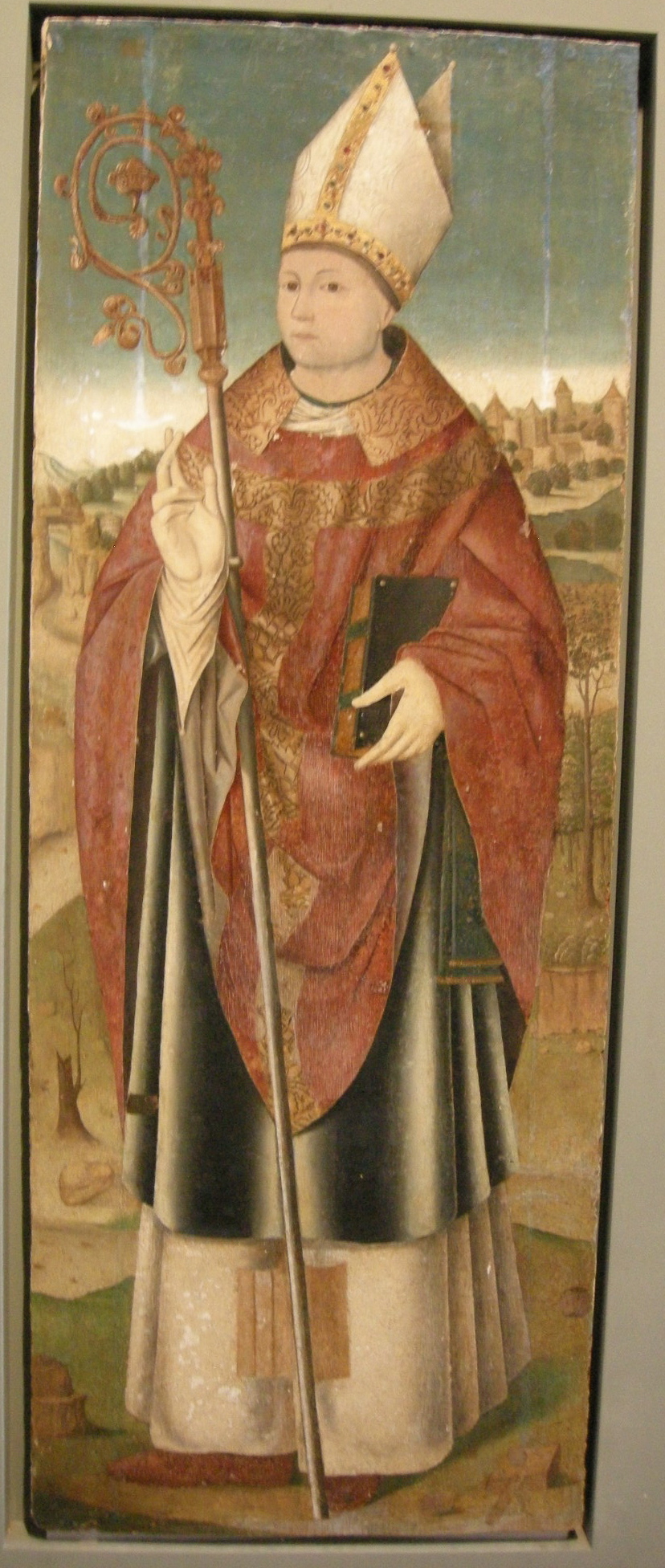
San Tommaso di Canterbury, Museo Regionale, Messina.

Giovannello da Itàla (fl. XVI secolo) è stato un pittore italiano della scuola di Antonello da Messina, aiuto di Antonello de Saliba.

## Biografia
L'unica opera certa di Giovannello è una tavola raffigurante San Tommaso di Canterbury (173x65 cm), proveniente dalla chiesa di San Tommaso di Messina, oggi conservata nel Museo Regionale di Messina.
Secondo alcuni documenti, l'artista avvia la propria attività sin dai primissimi anni del XVI secolo. Nel 1504 collabora con Salvo d'Antonio per un gonfalone richiesto dai confrati di S. Maria di Gesù o dell'Annunziata del comune di Condrò raffigurante l'Annunciazione e il Cristo legato alla colonna fra due manigoldi.
Tra le opere attribuibili, nell'istituto di suore annesso alla chiesa dello Spirito Santo di Messina è possibile ammirare la "Madonna dei miracoli", su tavola, recentemente restaurata. Non si ha più traccia del gonfalone realizzato per il comune di Condrò. A Giovannello da Itàla vengono attribuiti anche la tavola (cm 150,5x121,5) raffigurante “Santa Chiara e storie della sua vita” esposta al Museo Regionale di Messina, e un trittico, cimasa del polittico inventariato col n. 655 nel museo di Messina provenienti entrambi dal monastero di Santa Maria di Basicò.

## Opere
- 1506 - 1508, San Tommaso di Canterbury, dipinto su tavola, opera custodita nel Museo regionale.
- XVI secolo, II decennio, Madonna in Trono raffigurata tra San Pietro e San Giovanni Evangelista, dipinto su tvola, opera custodita nel Museo regionale.
- Santa Chiara storie della sua vita e annunciazione, dipinto su tavola, opera custodita nel Museo regionale.
- Trittico raffigurante gli episodi Trasfigurazione, Vergine Annunziata e Angelo Annunziante, dipinti su tavola, opere custodite nel Museo regionale.
- Polittico, dipinti su tavola, opera custodita nella chiesa di San Bartolomeo di Randazzo.
- Madonna dei Miracoli, dipinto, opera custodita nell'istituto dello Spirito Santo di Messina.
- Madonna di Loreto, olio su tavola, attribuzione, opera documentata nella chiesa di San Francesco d'Assisi del convento dell'Ordine dei frati minori cappuccini di Savoca, dal 1970 custodita nella chiesa dei Cappuccini di Messina.